# Dettendorf (Diespeck)
Dettendorf ist ein Gemeindeteil der Gemeinde Diespeck im Landkreis Neustadt an der Aisch-Bad Windsheim (Mittelfranken, Bayern). Die Gemarkung Dettendorf hat eine Fläche von 4,989 km². Sie ist in 575 Flurstücke aufgeteilt, die eine durchschnittliche Fläche von 8676,79 m² haben. In ihr liegt neben dem namensgebenden Ort der Gemeindeteil Obersachsen.

## Geographie
Das Dorf liegt auf dem Plateau des Luderbergs, das südlich und nördlich des Ortes abfällt. 0,5 km westlich des Ortes liegt das Herrnfeld, 0,75 km östlich liegt das Waldgebiet Freischlag, 0,75 km nordöstlich der Hufranken. Die Kreisstraße NEA 15 führt nach Diespeck zur Bundesstraße 470 (3,5 km nordwestlich) bzw. zur Staatsstraße 2414 (2,5 km östlich), die nach Hohholz (0,7 km nordöstlich) bzw. nach Brunn (1,9 km südlich) verläuft. Eine Gemeindeverbindungsstraße führt nach Obersachsen (1,1 km südwestlich).

## Geschichte
Der Ort wurde wahrscheinlich schon vor 900 gegründet, wurde aber erst 1401 als „Tedendorff“ erstmals urkundlich erwähnt. Zu dieser Zeit waren die Burggrafschaft Nürnberg und die Herren von Tedendorff, einer Seitenlinie der Seckendorffs, Lehensherren. In der Nachfolge der Burggrafen gelangten deren Ansprüche an Brandenburg-Kulmbach. Zwischen 1502 und 1506 wurde Konrad von Lüchau Grundherr des Ortes, die Fraisch blieb aber weiterhin beim brandenburg-kulmachischen Amt Neustadt. Zum Rittergut gehörten auch zum Teil die Orte Obersachsen und Eggensee. Am 31. August 1707 wurde dieses Rittergut von Markgraf Christian Ernst gekauft. Danach gelangte es an die Herren von Danngrieß und in der ersten Hälfte des 19. Jahrhunderts an die Grafen Pückler-Limpurg zu Brunn.
Gegen Ende des 18. Jahrhunderts gab es in Dettendorf 28 Anwesen (Schloss mit Brauhaus und Bauernhof, 25 Anwesen, Gemeindehirtenhaus, Justizhäuslein). Das Hochgericht übte das brandenburg-bayreuthische Stadtvogteiamt Neustadt an der Aisch aus. Die Dorf- und Gemeindeherrschaft und die Grundherrschaft über alle Anwesen hatte das Rittergut Waldsachsen.
Von 1797 bis 1810 unterstand der Ort dem Justizamt Dachsbach und Kammeramt Neustadt. 1810 kam Dettendorf an das Königreich Bayern. Im Rahmen des Gemeindeedikts wurde Dettendorf dem 1811 gebildeten Steuerdistrikt Diespeck zugeordnet. 1813 entstand die Ruralgemeinde Dettendorf, zu der Aichen, Altenbuch, Burgstall, Chausseehaus, Eggensee, Göttelhöf, Obersachsen, Sengersberg, Untersachsen und Wulkersdorf gehörten. Mit dem Zweiten Gemeindeedikt (1818) entstanden daraus drei Ruralgemeinden:
- Dettendorf mit Obersachsen;
- Eggensee mit Chausseehaus, Untersachsen und Wulkersdorf;
- Göttelhöf mit Aichen, Altenbuch, Burgstall und Sengersberg.[8][9]

Die Ruralgemeinde Dettendorf war in Verwaltung und Gerichtsbarkeit dem Landgericht Neustadt an der Aisch zugeordnet und in der Finanzverwaltung dem Rentamt Neustadt an der Aisch (1919 in Finanzamt Neustadt an der Aisch umbenannt, seit 1972 Finanzamt Uffenheim). Alle Anwesen unterstanden in der freiwilligen Gerichtsbarkeit und der Ortspolizei bis 1843 dem Patrimonialgericht Brunn. Ab 1862 gehörte Dettendorf zum Bezirksamt Neustadt an der Aisch (1939 in Landkreis Neustadt an der Aisch umbenannt). Die Gerichtsbarkeit blieb beim Landgericht Neustadt an der Aisch (1879 in das Amtsgericht Neustadt an der Aisch umgewandelt). Die Gemeinde hatte 1964 eine Gebietsfläche von 4,986 km².
Am 1. Juli 1971 wurde Dettendorf im Zuge der Gebietsreform in Bayern nach Diespeck eingegliedert.

### Baudenkmäler
- ehemaliges Schloss, 1923 abgebrochen; im Südgiebel des Neubaues Wappen der Danngrieß von der ehemaligen östlichen Toreinfahrt, bezeichnet (17) 87, neuerdings übertüncht; Ecken mit Quadern beziehungsweise Vorlagen noch erkennbar; Gebäude war zweigeschossig mit Walmdach.[14]
- Schule, gebaut 1838, in den 1880er Jahren aufgestockt, Quadersockel, profilierte Fensterrahmen, Fensterbankgesims und Satteldach.[14]
- Haus Nr. 28: Anfang 19. Jahrhundert, zweigeschossiges Fachwerkhaus mit gemauertem Anbau, über der Haustür unleserliche Inschrift, Hofeinfahrt mit drei Pfeilern und Pinienaufsatz[14]
- 15 Grenzsteine[15]

### Bodendenkmäler
- mittelalterliche und frühneuzeitliche Befunde im Bereich des ehemaligen Schlosses[15]

### Einwohnerentwicklung
Gemeinde Dettendorf
| Jahr      | 1818   | 1840   | 1852   | 1855   | 1861   | 1867   | 1871   | 1875   | 1880   | 1885   | 1890   | 1895   | 1900   | 1905   | 1910   | 1919   | 1925   | 1933   | 1939   | 1946   | 1950   | 1952   | 1961   | 1970   |
| Einwohner | 252    | 385    | 351    | 362    | 356    | 348    | 344    | 341    | 311    | 350    | 306    | 303    | 268    | 276    | 277    | 273    | 263    | 244    | 233    | 341    | 341    | 306    | 249    | 252    |
| Häuser    | 45     | 43     |        |        |        |        | 63     |        |        | 74     | 64     |        | 60     |        |        |        | 53     |        |        |        | 52     |        | 52     |        |
| Quelle    | [ 17 ] | [ 18 ] | [ 19 ] | [ 19 ] | [ 20 ] | [ 21 ] | [ 22 ] | [ 23 ] | [ 24 ] | [ 25 ] | [ 26 ] | [ 19 ] | [ 27 ] | [ 19 ] | [ 28 ] | [ 19 ] | [ 29 ] | [ 19 ] | [ 19 ] | [ 19 ] | [ 30 ] | [ 19 ] | [ 11 ] | [ 31 ] |

Ort Dettendorf
| Jahr      | 001818 | 001840 | 001861 | 001871 | 001885 | 001900 | 001925 | 001950 | 001961 | 001970 | 001987 | 002014 |
| Einwohner | 187    | 302    | 282    | 264    | 266    | 210    | 194    | 258    | 188    | 178    | 187    | 194    |
| Häuser    | 34     | 33     |        |        | 56     | 45     | 39     | 38     | 38     |        | 58     |        |
| Quelle    | [ 17 ] | [ 18 ] | [ 20 ] | [ 22 ] | [ 25 ] | [ 27 ] | [ 29 ] | [ 30 ] | [ 11 ] | [ 31 ] | [ 32 ] | [ 1 ]  |

## Religion
Der Ort ist seit der Reformation evangelisch-lutherisch geprägt und bis heute nach St. Johannes Baptist (Diespeck) gepfarrt. Die Einwohner römisch-katholischer Konfession sind nach St. Johannis Enthauptung (Neustadt an der Aisch) gepfarrt.